# Solmissus faberi
Solmissus faberi är en nässeldjursart som beskrevs av Ernst Haeckel 1879. Solmissus faberi ingår i släktet Solmissus och familjen Cuninidae. Inga underarter finns listade i Catalogue of Life.